# Tångerasp
Tångerasp är ett verktyg som används vid skaftning av eggverktyg eller vapen med tånge. Med tångeraspen holkar man ur skaftet så att tången passar i det. Verktygstypen är mycket gammal.
Tångerasp finns att köpa i handeln där den även går under namnet minisåg. Man kan även tillverka en egen genom att använda ett nedslipat sågblad till elektrisk sticksåg eller använda en nålfil.